# Љубан Једнак
Љубан Једнак (Горње Селиште, код Глине, 2. септембар 1916 — Београд, 5. мај 1997) био је једини преживели сведок покоља у православној цркви у Глини.
Љубан Једнак једини је преживели сведок по злу чувеног и јединственог злочина, који су починиле усташе 29. и 30. јула и 4. и 5. августа 1941. у православној цркви Рођења Пресвете Богородице у Глини, у тадашњој Независној Држави Хрватској. За непуних десет дана Павелићеве усташе су у цркви заклали 1.764 Срба са подручја Кордуна, Баније, а затим спалиле цркву.
Љубан Једнак је сведочио у послератном судском процесу на суђењу министру унутрашњих послова тзв. НДХ Андрији Артуковићу.
Једнак је доживео судбину својих Крајишника, прогнан је у „Олуји” 1995. године и 1997. године умро у Београду, далеко од свог родног краја.
Иначе, након Другог светског рата на месту цркве у којој се десио злочин, саграђен је спомен дом, испред кога су постављене табле с именима побијених. Након „Олује”, спомен дом је променио име у „Хрватски дом“, а табле с именима жртава су уклоњене.

## Документарни филм
У продукцији филмске компаније Сине Про 93, 1996. године снимљен је документарни филм „Говорило ми је нешто да ћу остат' жив“, по сценарију и режији Спасоја Јовановића и Мирослава Станковића.